# Allainville (Eure-et-Loir)
Allainville é uma comuna francesa na região administrativa do Centro, no departamento Eure-et-Loir. Estende-se por uma área de 5,39 km². Em 2010 a comuna tinha 142 habitantes (densidade: 26,3 hab./km²).